# Fired Up
Fired Up é o álbum de estreia de Alesha Dixon, ex-integrante da banda Mis-Teeq. É o seu único em que utiliza o monônimo artístico de "Alesha".

## Faixas
1. "Hypnotik" (Alesha Dixon, Johnny Douglas, Nina Woodford)
2. "Lipstick" (Anders Bagge, Henrik Janson, Dixon, Peer Åström)
3. "Fired Up" (Dixon, Douglas, Woodford)
4. "Knockdown" (Dixon, Brian Higgins, Giselle Sommerville, Miranda Cooper, Shawn Lee, Tim "Rolf" Larcom)
5. "Superficial" (Dixon, Douglas, Woodford)
6. "Ting-A-Ling" (Dixon, Richard Stannard, Matthew Rowbottom)
7. "Free" (Bagge, Dixon, Vula, Åström)
8. "Everybody Wants to Change the World" (Craigie Dodds, J'Nay)
9. "Let It Go" (Dixon, Douglas, Judie Tzuke)
10. "Lil' Bit of Love" (Dixon, Douglas, Judie Myers)
11. "Turn It Up" (Paul Epworth)
12. "Everywhere I Go" (Dixon, Douglas, Estelle Swaray)
13. "Voodoo" (Craigie)
14. "Lipstick" (Agent X remix) (Bagge, Janson, Dixon, Åström)
15. "Knockdown" (K-Gee Heat remix) (Dixon, Higgins, Sommerville, Cooper, Lee, Larcom)